# 美國海軍陸戰隊精確射手步槍

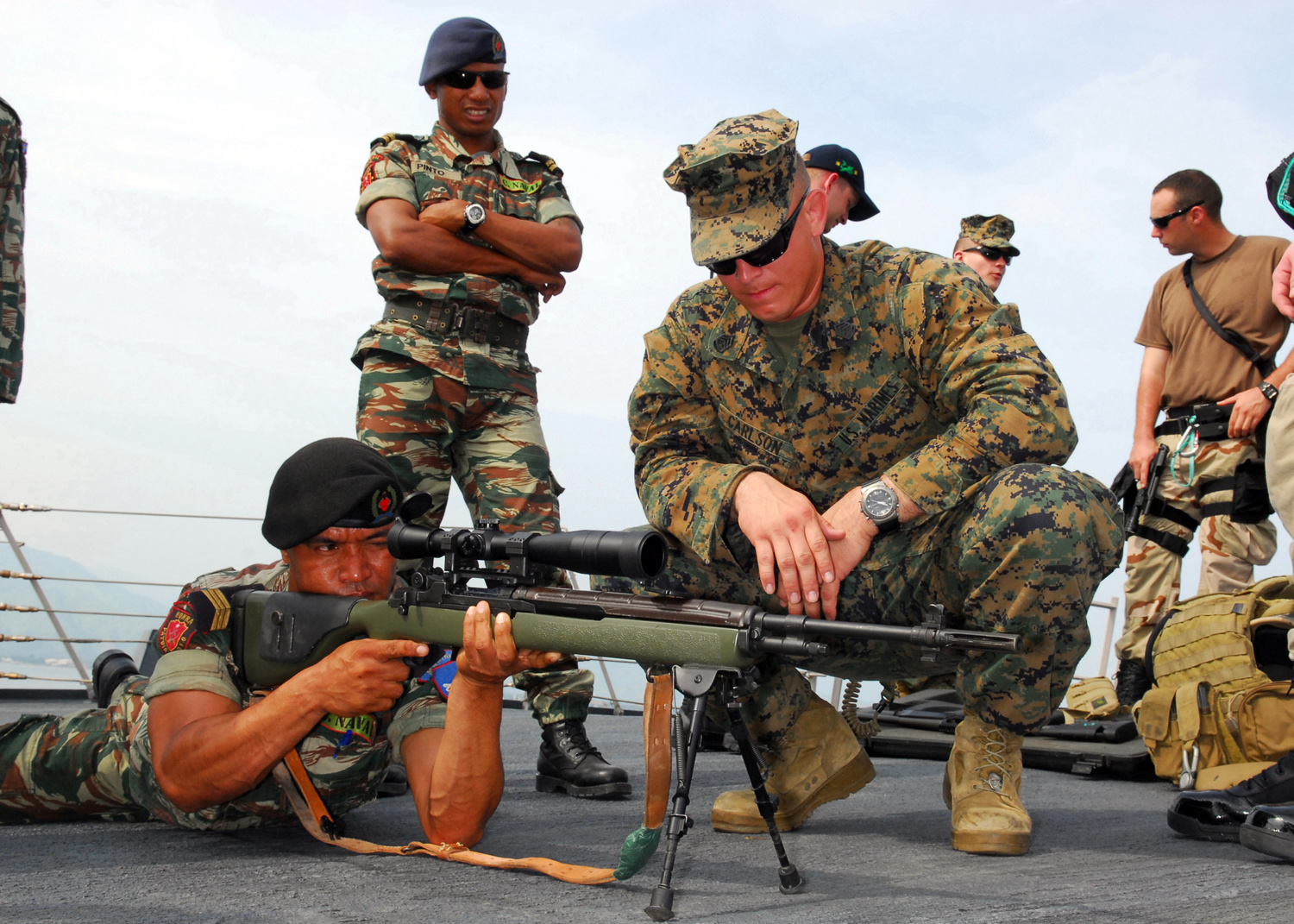
一名美國海軍陸戰隊士兵正在教導東帝汶士兵使用M14 DMR

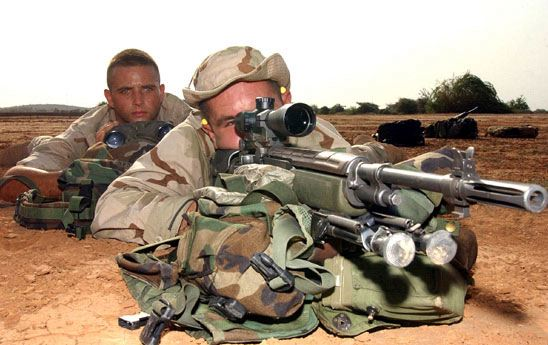
一名美國海軍陸戰隊士兵正在使用M14 DMR

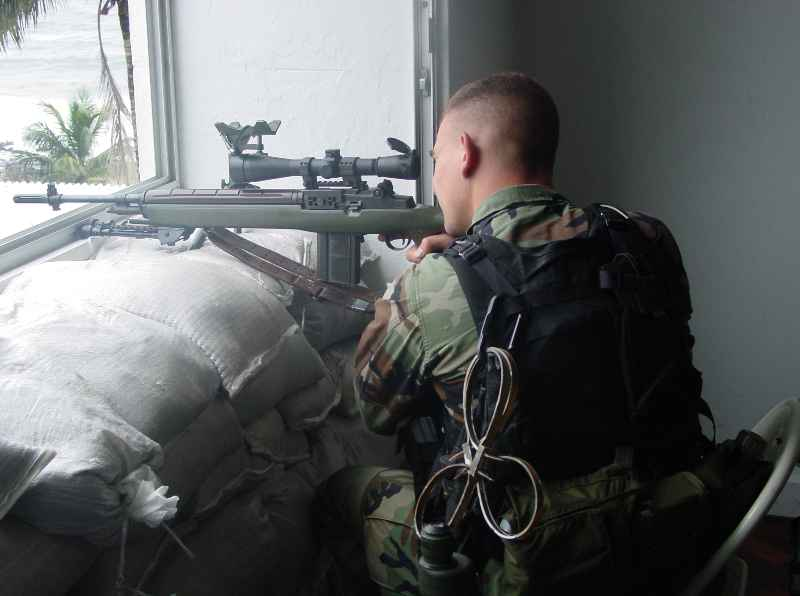
一名美國海軍陸戰隊士兵正在使用M14 DMR

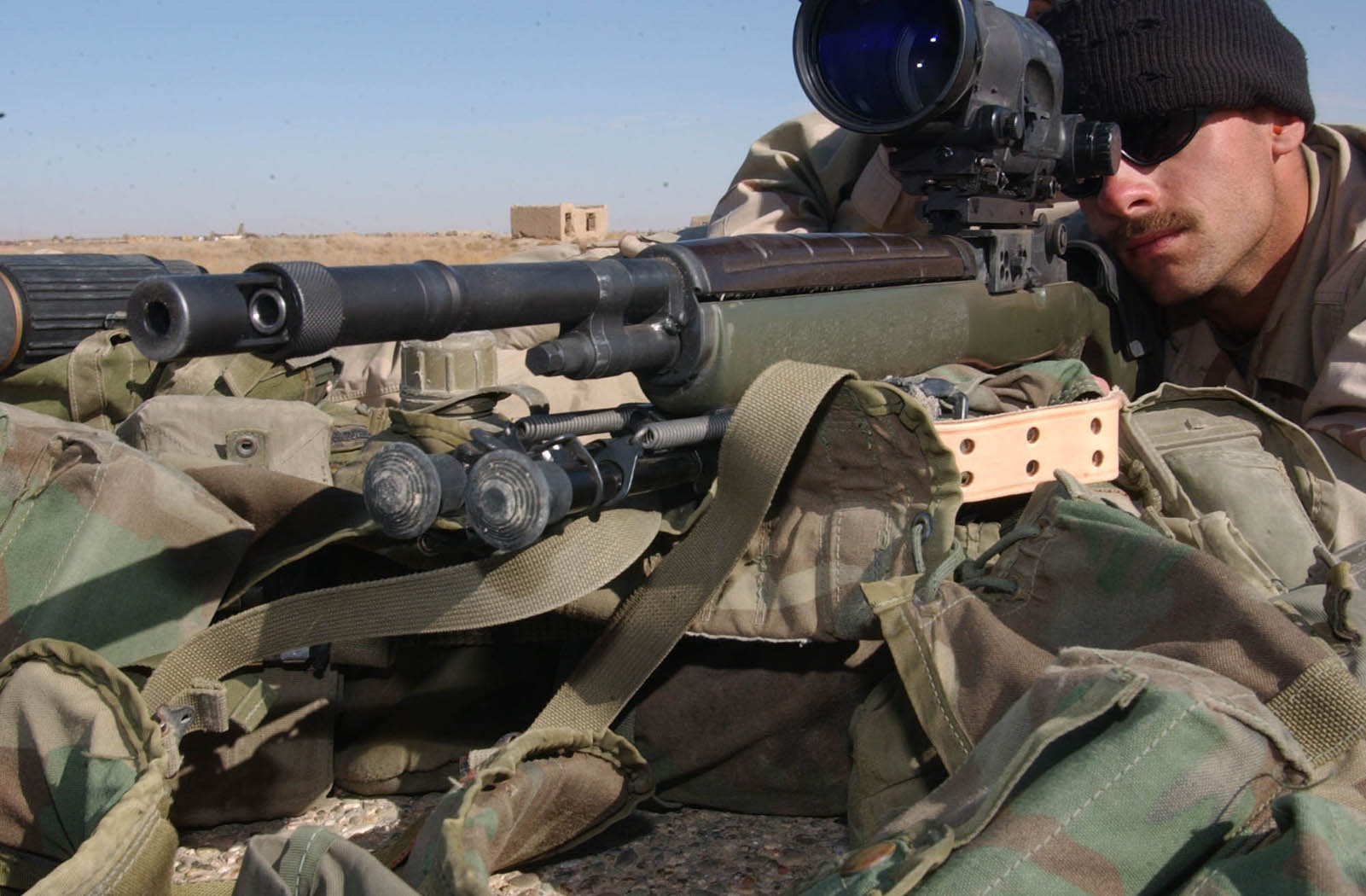
一名美國海軍陸戰隊士兵正在使用M14 DMR

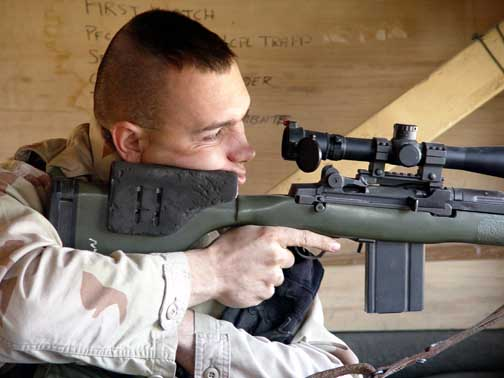
特別任務部隊精確射手的M14 DMR

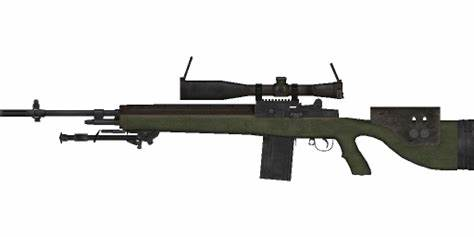
圖畫版M14 DMR

美國海軍陸戰隊精確射手步槍（United States Marine Corps Designated Marksman Rifle-DMR），簡稱M14 DMR，美國軍方正式名稱：United States Rifle, 7.62-MM, M14, DMR。DMR是以M14自動步槍為基礎開發給美國海軍陸戰隊的狙擊步槍／精確射手步槍，槍機組件和M14相同，同樣采用氣動、轉拴式槍栓，發射7.62×51毫米北約口徑標準步槍子彈。
DMR以M118LR遠程狙擊彈作標準彈藥，基本的DMR只有5公斤（不計算後備照門、彈匣、背帶、兩腳架、清潔用具、消聲器），所有的DMR都是由位於維吉尼亞州匡提科的美國海軍陸戰隊精確武器工場（USMC Precision Weapons Shop）制造。

## 規格
以下是標凖型M14與DMR的分別：
- 槍管：22吋（560毫米）不鏽鋼比賽級槍管由（Krieger或Rock Creek製造）。
- 槍托：裝有手槍式握把及可調式貼腮板的麥克米蘭（McMillan）M2A玻璃纖維戰術槍托。
- 瞄準鏡：上機匣備有MIL-STD-1913導軌，可安裝所有對應此導軌的瞄準鏡，比較常見的TS-30.xx日用瞄準鏡系列、AN/PVS-10或AN/PVS-17夜視瞄準鏡、Leupold Mark 4瞄準鏡及Unertl M40 10x fixed power瞄準鏡。
- 消焰器：大部份DMR採用標凖型M14的槍口消焰器，但在2001年後部份DMR裝有對應「OPS第12型消聲器」的「OPS兩孔消焰器」。
- 兩腳架：DMR採用哈里斯（Harris）S-L兩腳架。

## 實戰應用
DMR專門提供紿精確射手，它以重量輕、高凖確度為開發目的，相比相同用途發射5.56×45毫米NATO彈藥的M16A4，發射7.62×51毫米NATO彈藥的DMR威力更大，它亦是海軍陸戰隊部份任務中偵察狙擊手的快速瞄準武器，海軍陸戰隊同樣用於引爆地雷或其他類似的炸葯。